# Muzio Calini

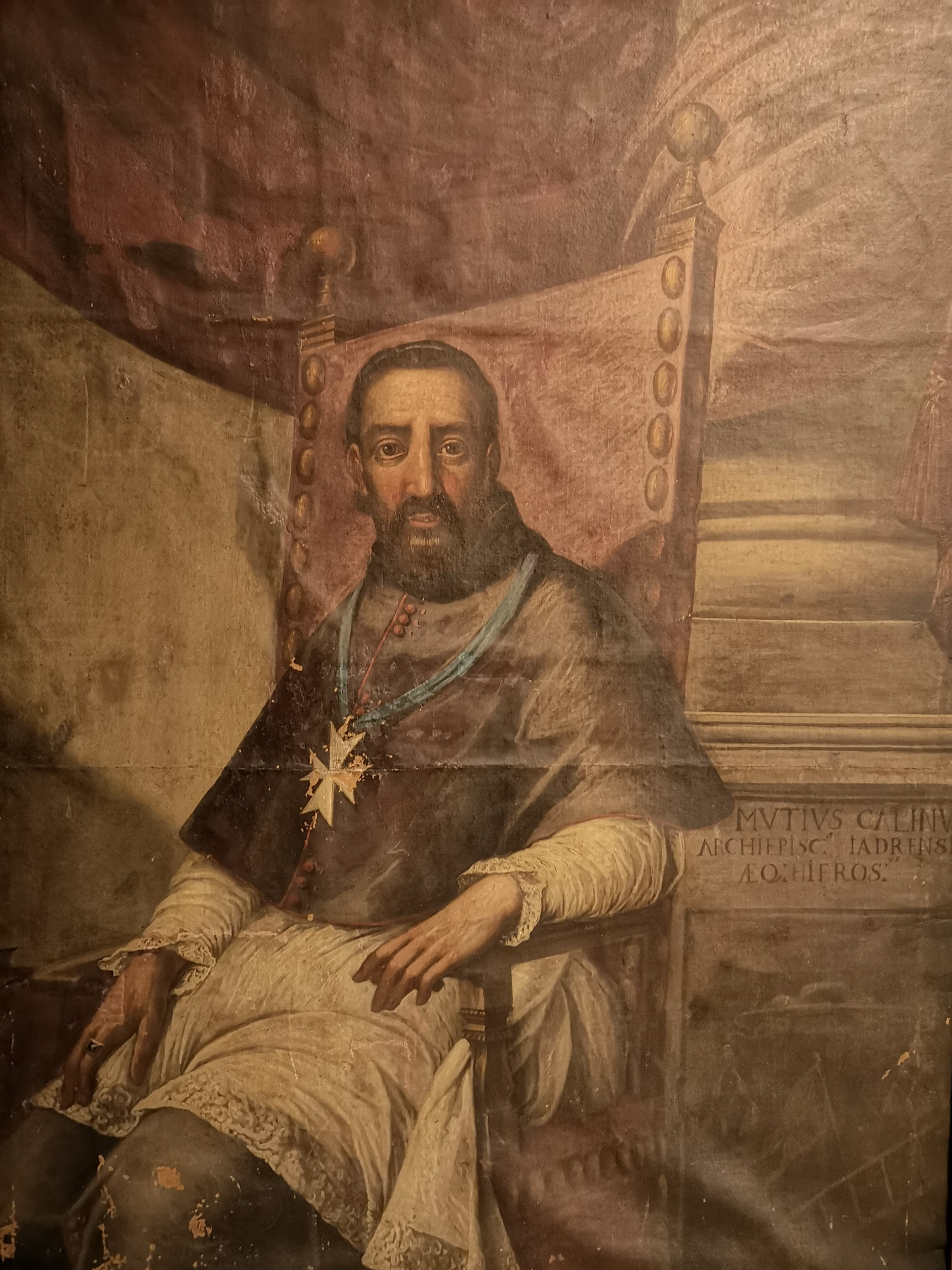
Muzio Calini (1525–1570), Erzbischof von Zadar und Terni

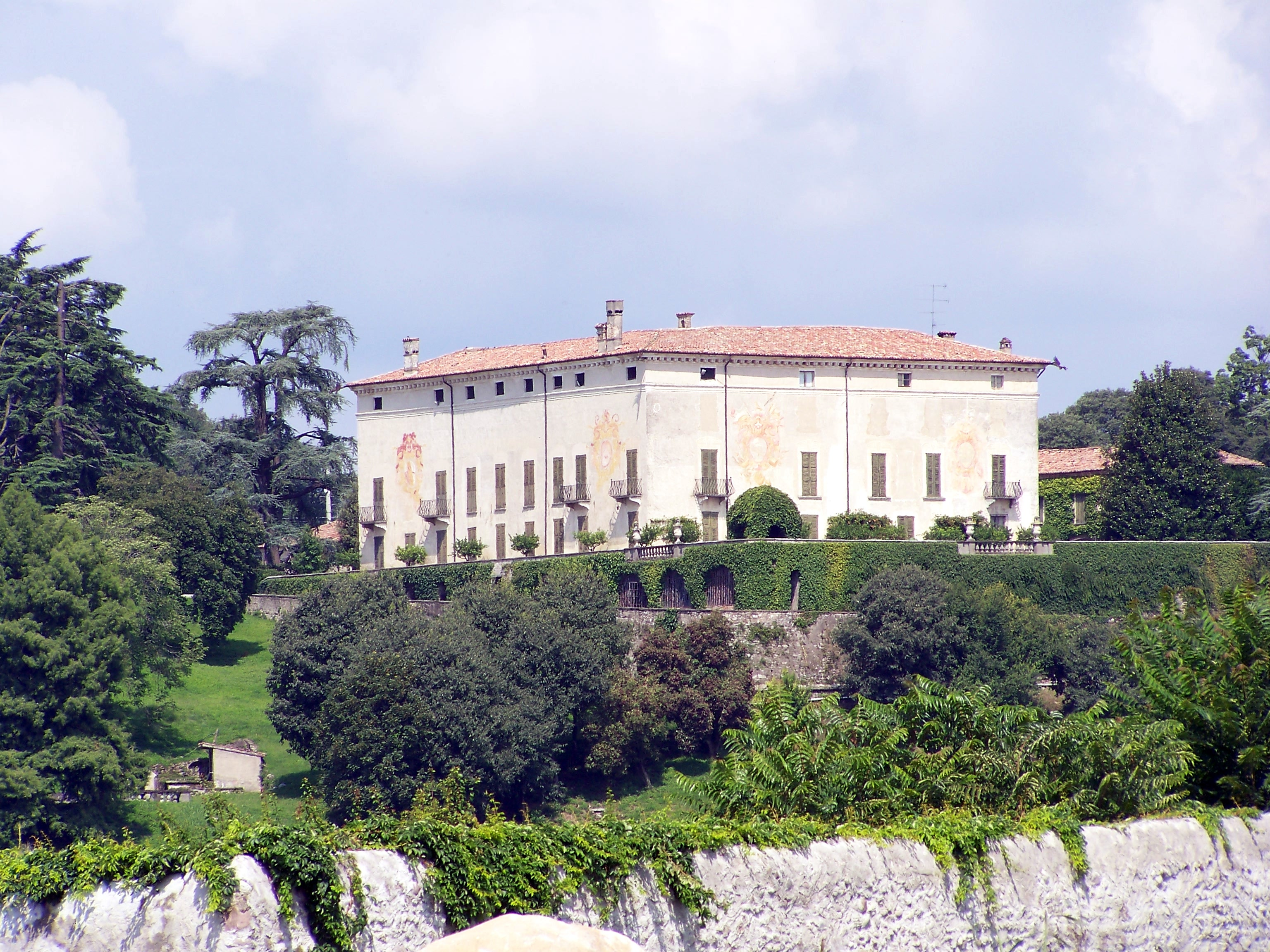
Palazzo Calini in Calino, Stammsitz der Conti Calini di Calino

Muzio Calini (* 1525 in Brescia; † 22. April 1570 in Terni) war ein italienischer Geistlicher und Erzbischof der römischen Kirche.

## Leben

### Herkunft und Ausbildung
Muzio Calini stammte aus einer Familie von Feudalherren aus dem in nächster Nähe dem Iseosee liegende Dorf Calino (heute Ortsteil von Cazzago San Martino) in der Provinz Brescia in der Lombardei. Muzio, sein ursprünglicher Taufname war Pietro, wurde 1525 in Brescia als erstgeborener Sohn des Advokaten Luigi Calini (* 1489; † 1556) geboren. Der Vater ein enger Freund des Diplomaten Louis de Canossa, Bischof von Bayeux, des Galeazzo Florimonte, Bischof von Sessa Aurunca, und des Philosophen Marc Antonio Flaminio, ermöglichte seinem Sohn eine intensive humanistische Ausbildung, die unter der Aufsicht von Aldo Manuzio und Marc Antonio Flaminio stand. Calini wird durch die Einflüsse der neuen Denkrichtungen des 16. Jahrhunderts vor allem aus Venedig, Brescia und Padova geprägt. Briefe von Paolo Manuzio (1545) und Francesco Luisino (1547) attestieren ihm beachtenswerte literarische und intellektuelle Fähigkeiten.

### Karriere
1545 wird Calini als persönlicher Sekretär dem Erzbischof von Zypern Luigi Alvise Cornaro (Cornèr) zugewiesen, mit dem ihn eine lebenslange tiefe Freundschaft verbindet. Nach drei Jahren folgt er Cornaro nach Malta, wo er 1549 dem Malteser-Ritterorden beitritt. Nachdem Cornaro 1551 nach Rom beordert wird, geht Calini mit einem Ordensbruder aus der Familie Carafa nach Neapel, wo er am Hof des Kardinals Carlo Carafa eine Anstellung findet.
Um seine kirchliche Karriere voranzutreiben, entschließt sich Calini 1552, sich nach Rom zu transferieren. Zu jener Zeit befinden sich in Rom seine Förderer Kardinal Cornaro, sein Lehrer Paolo Manuzio und eine große brescianische Kolonie hochhumanistischer Prälaten, darunter die Äbte Girolamo Martinengo-Cesaresco und Giovanni Francesco Gambera. Als geschickter Taktierer und Briefeschreiber arbeitete sich Calini kontinuierlich ins Zentrum der römischen Kurie und verschafft sich immer mehr Einfluss. Trotz der Fürsprache seiner Gönner, der Kardinäle Cornaro und Carafa, wurde ihm 1553 das Bistum Adria und später das Erzbistum Zypern verweigert, erst 1554 erhält er das Generalvikariat des Erzbistums Zadar, dessen eigentlicher Erzbischof Cornaro ist. Nach dessen Resignation zugunsten Muzio Calinis wird dieser am 17. Juli 1555 vom Papst Paul IV. als Erzbischof von Zadar ernannt, der gleich nach seiner Inthronisation gegen die glagolitische Liturgie und die Verwendung der kroatischen Sprache während der Liturgie zu agieren beginnt. Um diese liturgischen Ziele strukturiert umzusetzen, gründete Calini ein Kolleg, dessen Leitung er dem Jesuiten Nicolás Bobadilla anvertraute. In Dalmatien freundet sich Calini mit dem Erzbischof von Dubrovnik Ludovico Beccadelli an, der während des Konzils von Trient als verlässlicher Mitstreiter fungiert.

### Tridentinum
1560 wird Calini zur Eröffnung des III. Tridentinums als Vertrauensperson der Kurie, insbesondere des Kardinals Cornaro, nach Trient eingeladen. Vom 3. Oktober 1561 bis 6. Dezember 1563 verfasst Calini 233 Briefe die als wichtige Quelle dieser Periode der Kirchengeschichte gelten. Er zählt zu den aktivsten und akkreditiertesten Vertretern und gehört jenem Gremium an, welche das Missale, das Brevier, den Index librorum prohibitorum und den Römischer Katechismus diskutieren. 1564 wird Calini der Redaktionskommission zum Katechismus unter der Leitung des Kardinals Karl Borromäus zugewiesen um die bereits geleisteten Vorarbeiten zu Symbole, Sakramente, Laienkelch und Residenzpflicht abzuschließen.

### Letzte Jahre und Tod
Erst zu Beginn des Jahres 1565 gelingt es Calini nach Zadar zurückzukehren, wo er sofort die Dekrete des Konzils umzusetzen beginnt. Die neuen Reformabsichten führen jedoch zu vehementen Spannungen mit dem örtlichen Klerus. Seit seiner Rückkehr aus Rom empfindet Calini das anvertraute Bistum als Exil, seine Bemühungen nach Italien zurückzukehren wurden am 12. Juli 1566, wieder durch Fürsprache von Cornaro, mit dem Bistum von Terni belohnt. Vor seiner Abreise feierte er im September die Diözesansynode in Zadar.
Ende November 1566 wird Calini über Rom nach Terni berufen. Gleich nach der Übernahme des Bistums kümmert er sich mit großen Eifer um die Umsetzung der Beschlüsse des Tridentinums und feiert eine Synode in Terni, von der die 1568 in Rom veröffentlichten „Constitutiones synodales“ erhalten bleiben. Calinis Gesundheit war nach längerer Krankheit aus der Zeit in Rom angeschlagen, er erkrankte erneut schwer in Terni und starb dort am 22. April 1570.